# کارل شای
کارل شای (انگلیسی: Carl Shy; ۱۳ سپتامبر ۱۹۰۸ – ۱۷ دسامبر ۱۹۹۱) بازیکن بسکتبال اهل ایالات متحده آمریکا بود.
از باشگاه‌هایی که در آن بازی کرده‌است می‌توان به تیم بسکتبال یوسی‌ال‌ای بروینز اشاره کرد.
وی در مسابقات کشوری و بین‌المللی در مجموع برندهٔ ۱ مدال طلا شده‌است.